# Легг, Уильям, 6-й граф Дартмут
Уильям Хенейдж Легг, 6-й граф Дартмут (англ. William Heneage Legge, 6th Earl of Dartmouth; 6 мая 1851 — 11 марта 1936) — британский пэр и консервативный политик. Он носил титул учтивости — виконт Льюишем с 1853 по 1891 год.

## Происхождение и образование
Родился 6 мая 1851 года в Вестминстере, Лондон. Старший сын Уильяма Легга, 5-го графа Дартмута (1823—1891), и леди Огасты Финч (? — 1900), дочери Хенейджа Финча, 5-го графа Эйлсфорда. Он получил образование в Итонском колледже и в колледже Крайст-черч в Оксфорде.
В мае 1868 года виконт Льюишем был назначен прапорщиком 27-го Стаффордширского стрелкового добровольческого корпуса, в августе 1874 года он был произведен из лейтенанта в капитаны. Позднее он получил чин майора 1-го добровольческого батальона Южно-Стаффордширского полка, вышел в отставку в декабре 1884 года.
Он играл в крикет за Крикетный клуб Мэрилебона в 1877 году и был игроком в крикет от графства Шропшир в 1869—1871 годах и Стаффордшира. Он стал одним из первых вице-президентов Футбольной ассоциации округа Кент в 1884 году.

## Политическая карьера
Уильям Легг заседал в Палате общин Великобритании от Западного Кента (1878—1885) и Льюишема (1885—1891). В 1885 году он стал членом Тайного совета. Занимал дважды должности вице-камергера королевского двора в первом правительстве лорда Сосбери (1885—1886) и во втором правительстве лорда Солсбери (1886—1891).
4 августа 1891 года после смерти своего отца Уильям Легг унаследовал титулы 6-го графа Дартмута, 6-го виконта Льюишема (графство Кент) и 7-го барона Дартмута из Дартмута (графство Девон), став членом Палаты лордов.
С 1891 по 1927 год — лорд-лейтенант графства Стаффордшир (сменил на этой должности своего отца). Олдермен Совета графства Стаффордшира, мировой судья графств Стаффордшир и Шропшир.
Почётный полковник 5-го добровольческого батальона Южного Стаффордширского полка с 1891 года и 46-й дивизии Северного Мидленда Королевского армейского корпуса с 1908 по 1928 год. В 1917 году лорд Дартмут был награждён Орденом Бани. После выхода на пенсию ему был пожалован Большой крест Королевского Викторианского ордена в 1928 году.

## Семья

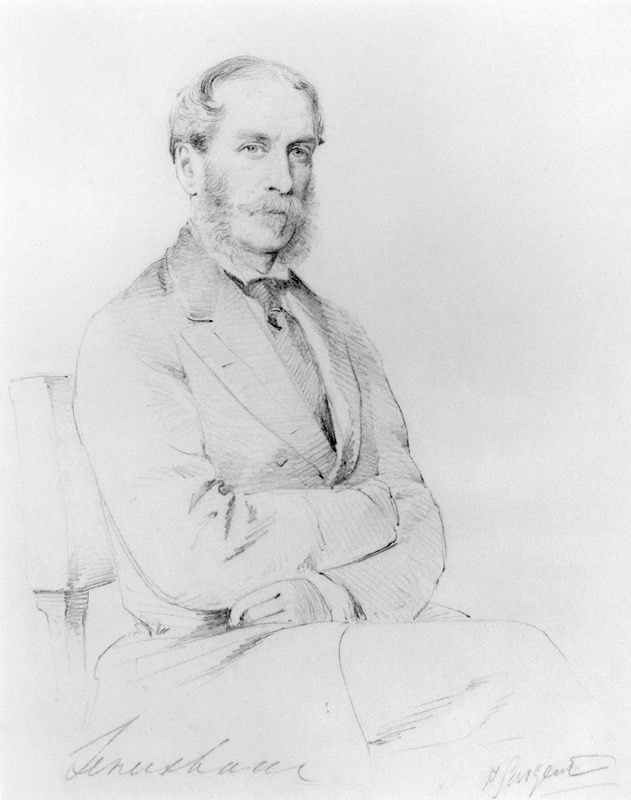
Уильям Хенейдж Легг, 6-й граф Дартмут (1851—1936)

18 декабря 1879 года лорд Дартмут женился на леди Мэри Кук (1849 — 28 декабря 1929), четвертой дочери Томаса Кука, 2-го графа Лестера (1822—1909), и Джулианы Уитбред (1825—1870). У них было пятеро детей:
- Уильям Легг, виконт Льюишем (22 февраля 1881 — 28 февраля 1958), позже 7-й граф Дартмут.
- Капитан достопочтенный Джеральд Легг (30 апреля 1882 — 9 августа 1915), погиб в Первой мировой войне. Он был известным орнитологом[12].
- Леди Дороти Легг (24 июня 1883 — 28 июля 1974), мировой судья Стаффордшира, вышла замуж за полковника Фрэнсиса Мейнелла (внука Чарльза Вуда, 1-го виконта Галифакса).
- Достопочтенный Хамфри Легг (14 марта 1888 — 16 октября 1962), позднее 8-й граф Дартмут.
- Леди Джоан Маргарет Легг (21 февраля 1885 — 4 июля 1939), мировой судья Стаффордшира, ботаник, умерла в Индии.

Графиня Дартмут, получившая Орден Британской империи в 1920 году, умерла в декабре 1929 года . Лорд Дартмут пережил её на семь лет и умер в Патшул-холле, Стаффордшир, в марте 1936 года в возрасте 84 лет. Ему наследовал его старший сын Уильям.